# Palacio Estévez
El Palacio Estévez, més conegut com a Edificio Independencia, és la seu més antiga del president de l'Uruguai (l'Edifici Llibertat i la Torre Ejecutiva són els altres dos). Va ser dissenyat el 1873 per Manoel de Castel, i es troba a la Plaça Independència, Montevideo.
Va pertànyer a Francisco Estévez i a la seva família fins que va ser adquirit pel govern de l'Uruguai el 1880, essent declarat la seu executiva del govern el 1890. Des d'aquell moment es va transformar en un museu, albergant artefacts i d'altres elements dels antics presidents uruguaians.